# Carlos Latuff

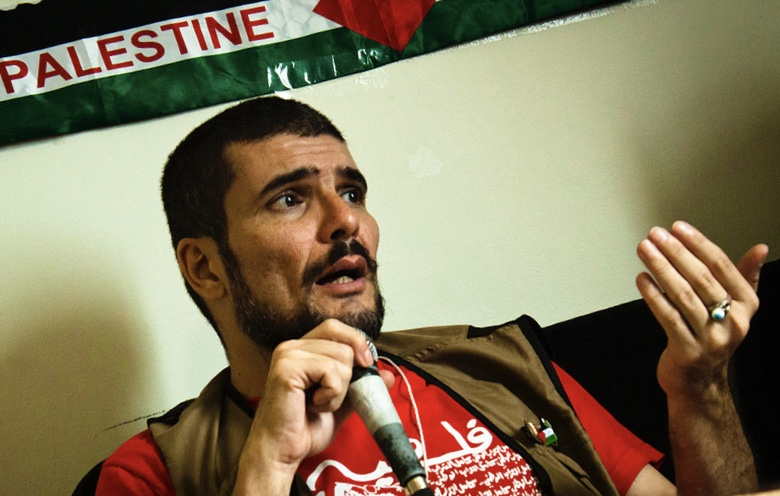
Carlos Latuff (2012)

Carlos Latuff, eigentlich Carlos Henrique Latuff de Souza (* 30. November 1968 in Rio de Janeiro), ist ein brasilianischer Cartoonist und Karikaturist. Er sieht sich selbst als „künstlerischen Aktivisten“. Seine Bilder versteht er als „antikapitalistisch, antiimperialistisch“ und als Unterstützung der Menschenrechte. Seine politischen Karikaturen thematisieren häufig den Nahostkonflikt mit antizionistischer Ausrichtung. Viele seiner Karikaturen wurden als antisemitisch kritisiert. Beim sogenannten Internationalen Holocaust-Karikaturen-Wettbewerb der staatlichen iranischen Zeitung Hamshahri 2006 belegte er den 2. Platz. 2012 nannte ihn das Simon Wiesenthal Center auf seiner Liste der zehn schlimmsten antisemitischen/antiisraelischen Verunglimpfungen.

## Leben
Carlos Latuff wurde in São Cristóvão, einem zentralen Stadtteil von Rio de Janeiro, als Sohn einer Hausfrau und eines Angestellten im öffentlichen Dienst geboren. Sein Großvater, den Carlos Latuff nicht selbst kennengelernt hat, war Libanese.
Mit 14 Jahren verließ Latuff die Schule und arbeitete als Bürogehilfe in einer Bank, dann in einer Firma für Orthopädiebedarf und als Bürogehilfe in einem Verlag, wo er bei der Herstellung von Aufklebern erstmals auch als professioneller Zeichner tätig war.
Seit 1989 war er für eine Werbeagentur und seit 1990 für Gewerkschaftszeitungen tätig. Seine ersten politischen Arbeiten fertigte er nach eigener Aussage 1998 aus Anlass des Aufstands der Zapatistas in Chiapas an. Mit dem Zeichnen von Karikaturen über den Nahostkonflikt, für die er nach eigener Aussage keine Bezahlung annimmt, hat er nach eigenen Angaben nach einer Reise ins Westjordanland begonnen, die er auf Einladung der Organisation Palestinian Centre for Peace and Democracy im Jahr 1999 unternahm. Danach habe er große Sympathien für die „Sache der Palästinenser“ empfunden. Latuff verwendet auf seiner Website ein Foto, auf dem er die Flugzeugentführerin und PFLP-Funktionärin Leila Chaled umarmt, die in der arabischen Welt von ihren Anhängern als Befreiungskämpferin verehrt, im Westen als Terroristin betrachtet wird.

## Werke

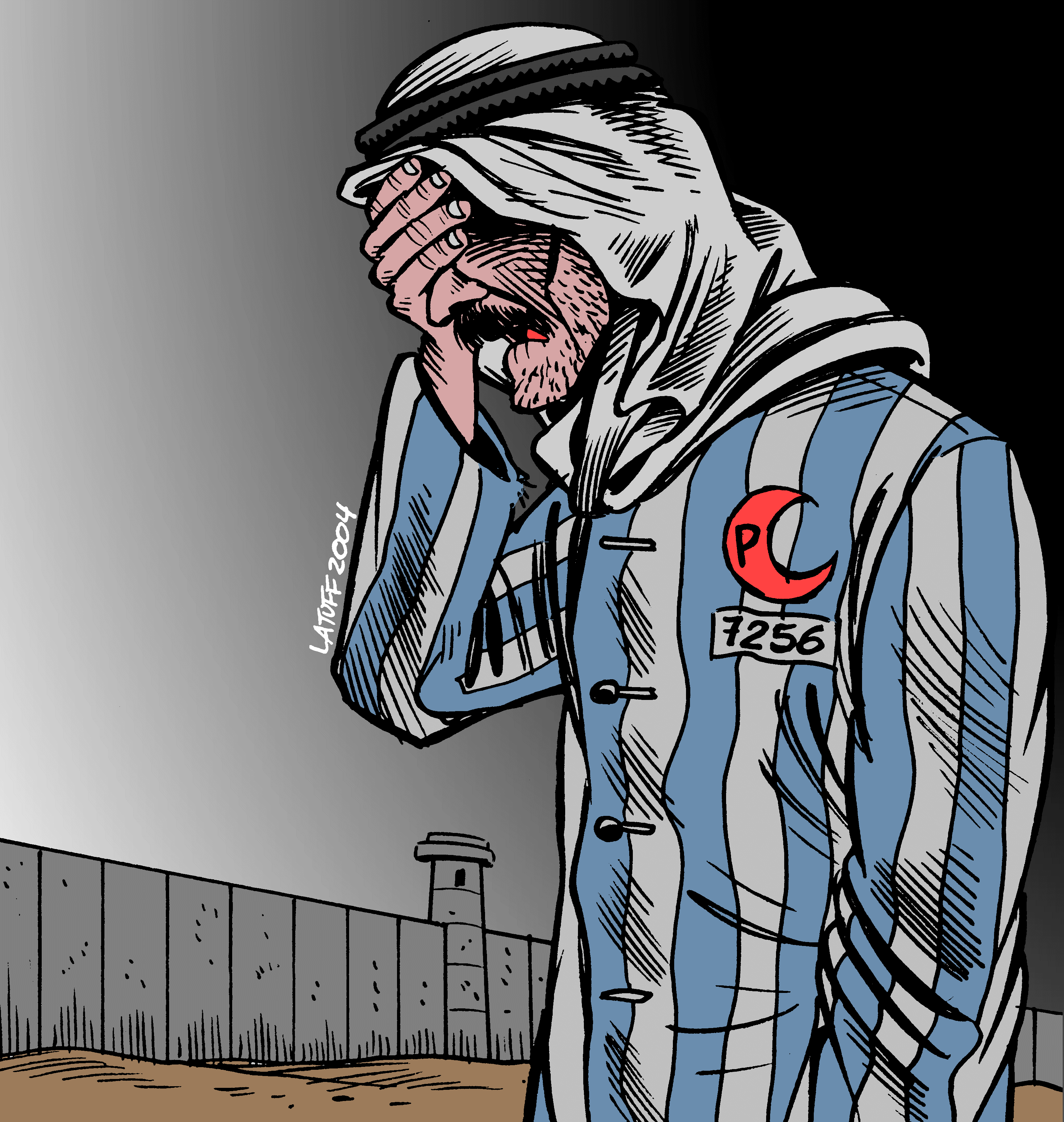
Ein Palästinenser mit KZ-ähnlicher Lagerkleidung. Das Bild gewann den 2. Preis im Internationalen Holocaust-Karikaturen-Wettbewerb.

Gegenstand von Latuffs Zeichnungen sind unter anderem Darstellungen des Nahostkonflikts, des Irakkriegs, der Lebensbedingungen von Armen in Lateinamerika, des Schicksals von Ureinwohnern in Mexiko und der Unterdrückung von Tibetern. Latuff karikierte unter anderem Politiker wie den israelischen Ministerpräsident Ariel Sharon, den US-amerikanischen Präsident George W. Bush, den brasilianischen Präsident Luiz Inácio Lula da Silva, den britischen Premierminister Tony Blair, den ehemaligen mexikanischen Präsidenten Ernesto Zedillo, den chilenischen Präsidenten und Diktator Augusto Pinochet sowie die US-amerikanische Außenministerin Condoleezza Rice und US-Präsident Barack Obama, den er als Onkel Tom darstellte. Während der Ägyptischen Revolution richtete er sich in seinen Karikaturen sowohl gegen das Regime Mubarak als auch den im Anschluss herrschenden Militärrat.
Oft vergleicht er das Schicksal der Palästinenser mit dem der Juden im Holocaust. So stellte er auf einer Zeichnung einen Palästinenser als Häftling eines Konzentrationslagers dar. Mit dieser Karikatur nahm Latuff am iranischen Internationalen Holocaust-Karikaturen-Wettbewerb teil, bei dem antisemitische und den Holocaust leugnende Karikaturen gezeigt wurden, und gewann dort den zweiten Preis. In einem Interview äußerte Latuff, dass er grundsätzlich wenig Interesse an einer Wettbewerbsteilnahme habe, der Holocaust-Karikaturen-Wettbewerb aber eine Möglichkeit geboten habe, auf das Leiden der palästinensischen Bevölkerung aufmerksam zu machen.

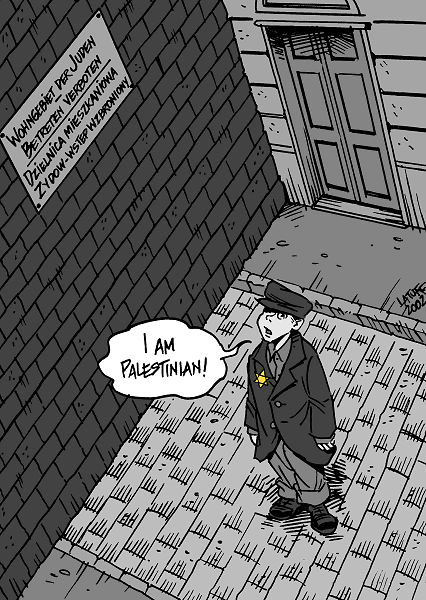
„Ich bin ein Palästinenser“, ein besonders umstrittenes Bild der Serie

Im Jahr 2002 veröffentlichte Latuff die Cartoon-Serie We are all Palestinian (Wir sind alle Palästinenser) mit Figuren, die erkennbar Gruppen zugehören, die in der Vergangenheit unterdrückt wurden, darunter neben schwarzen Südafrikanern zur Zeit der Apartheid, Tibetern unter chinesischer Herrschaft und Chiapas-Indianern im Widerstand gegen mexikanische Truppen auch Juden im Warschauer Ghetto. Die dargestellten Figuren rufen jeweils: „Ich bin Palästinenser!“ Die Serie ist unter anderem wegen der Zeichnung eines jüdischen Jungen im Warschauer Ghetto umstritten, da diese die Lage der Palästinenser im Westjordanland und im Gazastreifen mit der systematischen Ermordung der Juden zur Zeit des Nationalsozialismus gleichsetze. Die Zeichnung zeigt einen Jungen mit Davidstern, der auf vor einer mit „Wohngebiet der Juden – Betreten verboten“ beschilderten Mauer und einer verschlossenen Haustür steht. Gemäß einer Bildanalyse der Aktion Kinder des Holocaust relativiere die Zeichnung den Holocaust. Juden würden nur noch in ihrer Symbolhaftigkeit wahrgenommen und die Einzigartigkeit des Holocaust werde verunglimpft.

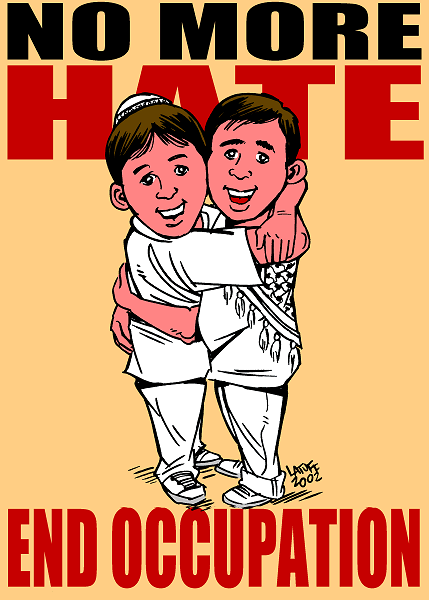
Forderung nach dem „Ende der Besatzung“ unter der Darstellung der Umarmung eines Juden und eines Palästinensers, aus der Reihe Forgiveness.

2004 zeichnete Latuff die Reihe Forgiveness (Vergebung), die sich umarmende Juden und Palästinenser zeigt.

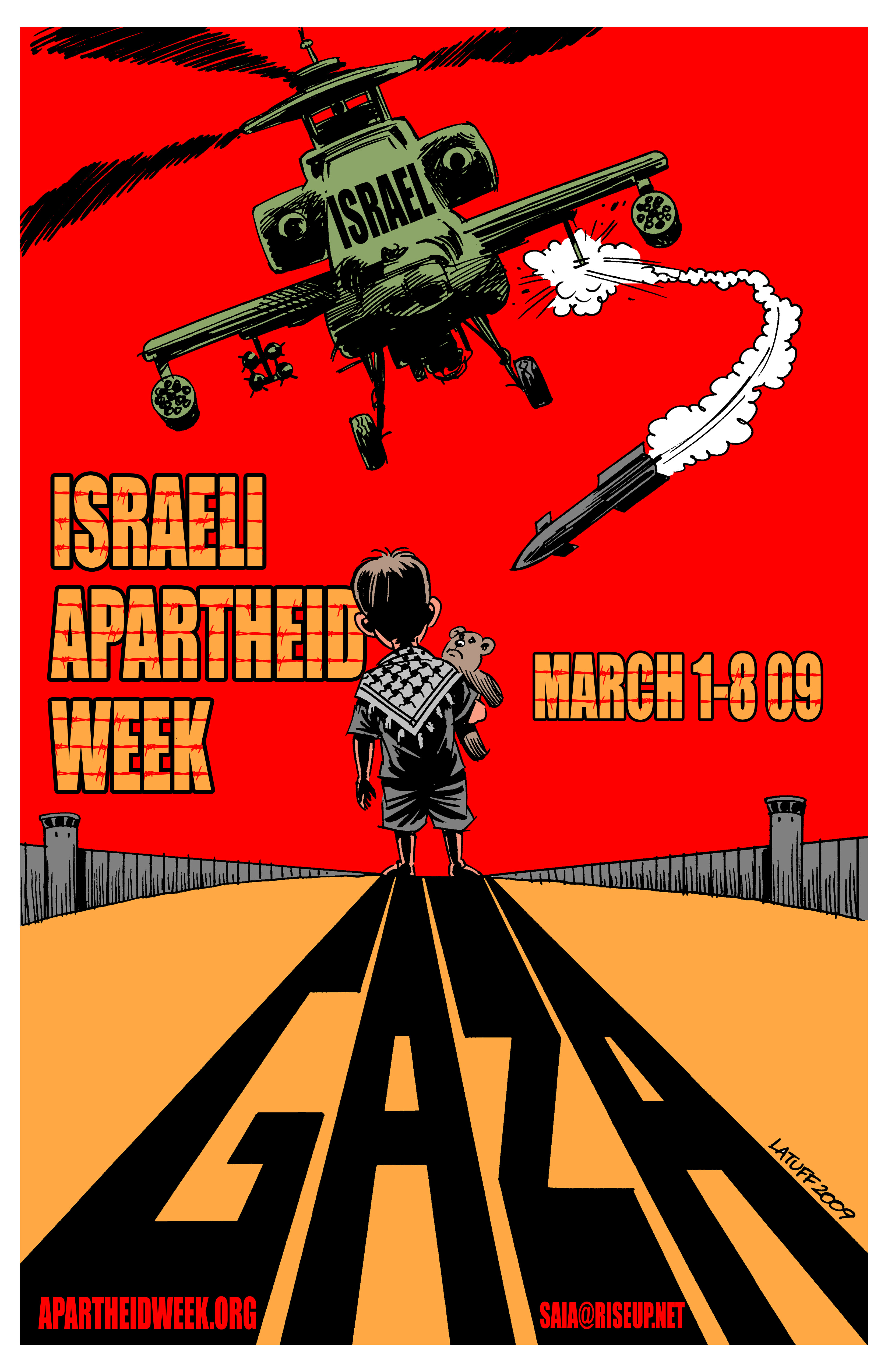
Latuffs Poster zur AIW 2009

2009 schuf Latuff das Leitmotiv-Poster für die Israeli Apartheid Week. Der Aushang des Posters wurde an vielen kanadischen Universitäten untersagt, unter anderem mit der Begründung, es sei „instinktlos gegenüber den Normen des zivilen Diskurses in einer freien und demokratischen Gesellschaft“. In der Folge wurde das Poster populär und mehrfach als Symbol gegen vermeintliche Zensur verwendet.
Latuff thematisiert in seinen Karikaturen auch die US-Militäreinsätze im Irak und Afghanistan. In seiner Comic-Serie über die US-Besetzung des Irak Tales of Iraq War (Märchen des Irak Krieges) legt er laut Jordan Times die politischen, sozialen und wirtschaftlichen Umwälzungen des Landes dar.
Latuffs Zeichnungen waren in brasilianischen Ausgaben von MAD oder dem Z Magazine zu sehen. Da er viele seiner Karikaturen unter Copyleft-Lizenz veröffentlicht, werden sie oft in Blogs und globalisierungskritischen und antikapitalistischen Veröffentlichungsplattformen wie z. B. Indymedia verbreitet. Eine Anzahl von Karikaturen hat der US-amerikanische Politikwissenschaftler Norman Finkelstein auf seiner Webseite veröffentlicht. Es interessieren sich vor allem arabische Medien für seine Arbeiten. Einige seiner Bilder wurden nach Aussage Latuffs von Al Jazeera und dem staatlichen iranischen Sender Press TV gezeigt.

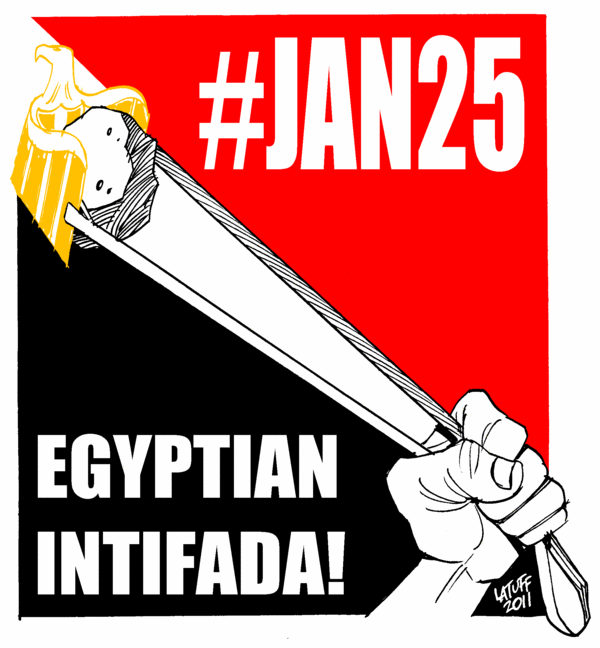
Cartoon zum Beginn der Revolution in Ägypten 2011

Während der Proteste in arabischen Ländern wurden Anfang 2011 Plakate mit Cartoons von Latuff bei Demonstrationen in Ägypten, Libyen und Bahrain gezeigt. Der Guardian bezeichnete Latuff als „den merkwürdigen Star des Arabischen Frühlings“. Dem ehemaligen Vorsitzenden des Cartoonists’ Club of Great Britain, Graham Fowell, zufolge reflektierten Latuffs Bilder „die Globalisierung von allem – Geld, Waren, Sprache und vielleicht Humanität“, was aus seiner Sicht keine schlechte Sache sei. Er verglich ihren Stil mit dem des britischen Graffiti-Künstlers Banksy. Der Dozent Soha Bayoumi sprach Latuffs Arbeiten hingegen nur geringen künstlerischen Wert zu, sie seien „zu vereinfachend, prosaisch und recht rudimentär“.

## Kritik
Latuffs Bilder wurden vielfach wegen der Verwendung judenfeindlicher Stereotype als antisemitisch kritisiert. Nach Ansicht des deutschen Gesellschaftswissenschaftlers Christoph Hamann vertritt er einen „äußerst aggressiven Antiamerikanismus und Antisemitismus“. Er vollziehe eine „Täter-Opfer-Umkehr“, wobei er den Holocaust nicht leugne, sondern sich dessen bekannter Ikonografie bediene und eine Analogie zwischen dem Nationalsozialismus und der Palästinenserpolitik Israels herstelle. Der belgische Politologe Joel Kotek sieht in einigen Werken Latuffs Neuformen der Ritualmordlegende sowie das Motiv der jüdischen Kindestötung. Er bezeichnete ihn in seinem Buch „Cartoons and Extremism“ als den „zeitgenössischen Drumont des Internet“. Der Jahresbericht 2003 des Stephen Roth Institute meint, eine Sharon-Karikatur Latuffs erinnere an die antisemitischen Karikaturen von Philipp Rupprecht im Stürmer.
Der iranische Holocaust-Karikaturen-Wettbewerb, bei dem Latuff einen zweiten Platz belegte, wurde u. a. von Kofi Annan, den Reportern ohne Grenzen und der Anti Defamation League kritisiert. Latuffs Beitrag wurde als typisches Beispiel für das antisemitische Darstellungsmotiv der „Umkehrung des Holocausts“ beschrieben.

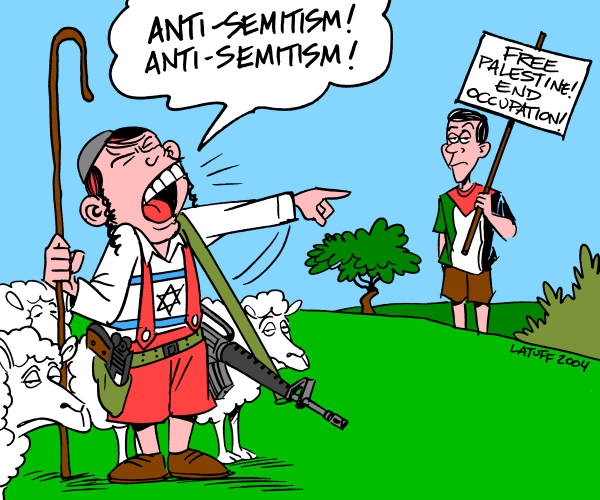
„The Boy Who Cried Wolf“ (Der Junge, der Wolf schrie), nach der klassischen Fabel Der Hirtenjunge und der Wolf von Äsop

Latuff verneint Antisemitismus als Motiv seiner Arbeit.

„My cartoons have no focus on the Jews or on Judaism. My focus is Israel as a political entity, as a government, their armed forces being a satellite of US interests in the Middle East, and especially Israeli policies toward the Palestinians. It happens to be Israeli Jews that are the oppressors of Palestinians. If they were Christians, Muslims or Buddhists, I would criticize them the same way. I made cartoons about George Bush, Condoleezza Rice, Tony Blair, Ernesto Zedillo, Pinochet, and none of them were Jewish.

Meine Cartoons haben keinen Schwerpunkt gegen Juden oder das Judentum. Mein Schwerpunkt ist Israel als politische Entität, als eine Regierung, deren Streitkräfte ein Satellit der US-Interessen im Mittleren Osten sind, und speziell Israels Politik gegen die Palästinenser. Die Unterdrücker von Palästinensern sind zufällig israelische Juden. Wenn sie Christen, Muslime oder Buddhisten wären, würde ich sie ebenso kritisieren. Ich zeichnete Cartoons über George Bush, Condoleezza Rice, Tony Blair, Ernesto Zedillo, Augusto Pinochet, und niemand von denen ist jüdisch.“

Der Kulturwissenschaftler Edward Portnoy ist der Ansicht, Latuff sei zwar ein „Propagandist der palästinensischen Seite“, der seine Kritik auf „furchtbar widerwärtige Art und Weise“ ausdrücke, aber kein Antisemit. In einer Rezension von Joel Koteks Buch Cartoons and Extremism führt Portnoy aus, dass Latuff den Staat Israel, dessen Führung und die Armee auf bösartige Weise angreife, seine Darstellungen aber nicht gegen das jüdische Volk an sich gerichtet seien. Obwohl Latuff den Holocaust als „Metapher“ nutze, israelische Führer als „Teufel und Vampire“ und israelische Soldaten als „Baby-Killer“ darstelle, ist es daher für Portnoy „eine Übertreibung“, seine Arbeiten als antisemitisch zu bezeichnen. Der Soziologe Werner Cohn widerspricht Portnoy und hält es für zulässig, Latuffs Karikaturen als von Grund auf antisemitisch zu betrachten. Zum einen gingen Latuffs Vergleiche von israelischen Aktionen mit denen der Nazis nach Cohns Ansicht über sinnvolle Kritik hinaus, zum anderen versäume Latuff vollkommen, Brutalität und Hass auf Seiten der Palästinenser zu kritisieren.

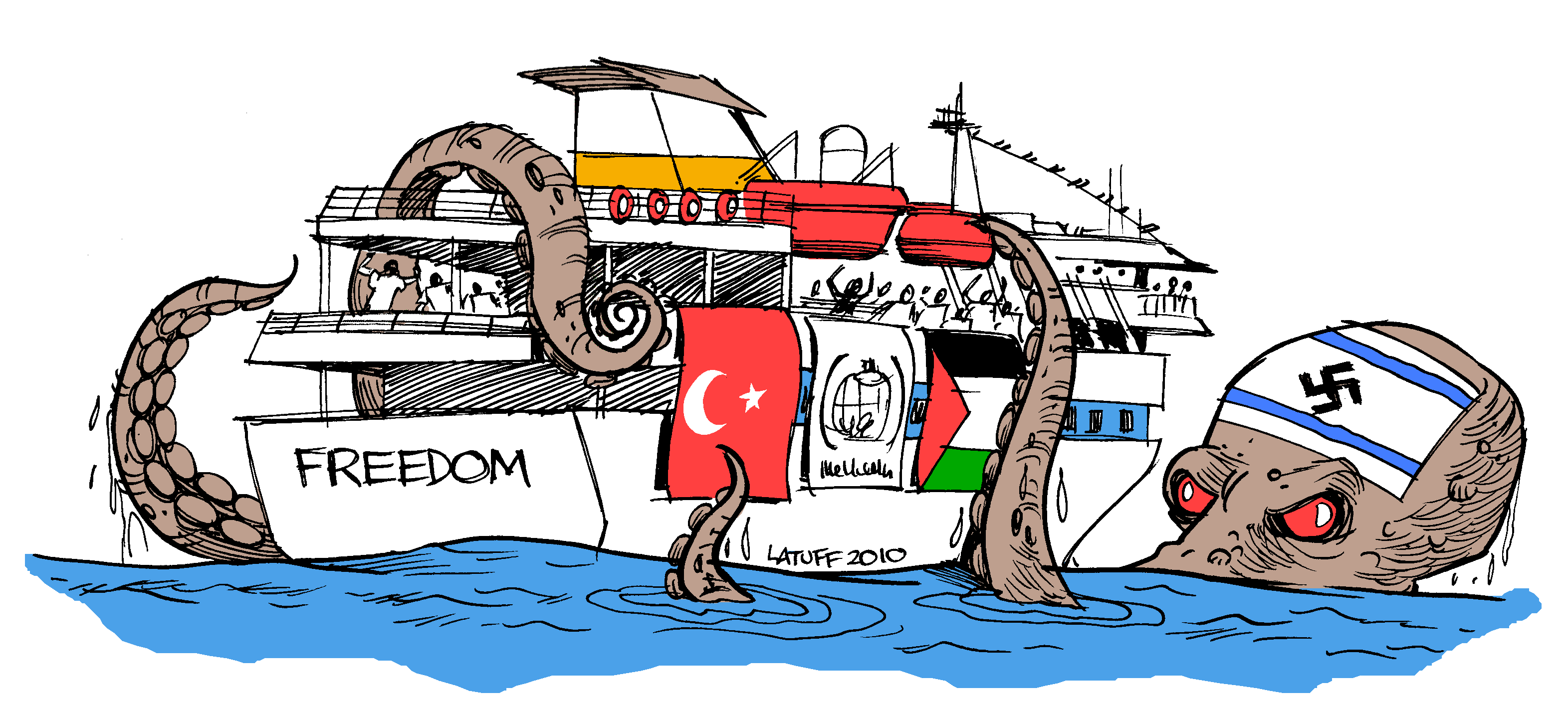
Karikatur aus dem Jahr 2010 zum Ship-to-Gaza-Zwischenfall. Der Krake hat eine israelische Flagge auf der Stirn, bei der der Davidstern durch ein Hakenkreuz ersetzt ist – ein typisches Motiv in Latuffs Arbeiten, die regelmäßig als antisemitisch kritisiert werden.

In einer Situation diplomatischer Anspannung zwischen Ägypten und Israel wegen der Verantwortung für den Gaza-Streifen führte der Abdruck einer Karikatur Latuffs, die den Ship-to-Gaza-Zwischenfall thematisiert, am 15. Juni 2010 in der regierungsnahen ägyptischen Tageszeitung Al-Watani al-Youm zu einer Beschwerde der israelischen Botschaft in Kairo. Die Karikatur zeigt ein Schiff, das die Gaza-Flottille symbolisiert und von den Tentakeln eines Kraken umfasst wird. Auf der Stirn des Kraken befindet sich eine israelische Flagge, deren Davidstern durch ein Hakenkreuz ersetzt ist. Eine Botschaftssprecherin nannte gegenüber der Zeitung die Idee, ein Hakenkreuz zu verwenden, und seine Verwendung an dieser Stelle der Karikatur „eine Beleidigung der Menschlichkeit und gleichbedeutend mit einer antisemitischen Aussage“. Latuff bezeichnete die Vorwürfe als „bösartig“ und sagte, israelische Kritik werde ihn nicht abhalten, weiter seine Cartoons für das „tapfere palästinensische Volk“ anzufertigen.
Zoomorphismus anhand des Krakenmotivs stellt seit Jahrzehnten ein gängiges Stilmittel in der Bildsprache antisemitischer Karikaturen dar. Kraken- oder Haimotive mit Bezug auf den Zwischenfall der Gaza-Flottille sind von einer Vielzahl anderer Karikaturisten in arabischen Zeitungen verwendet worden. Im Unterschied zu früheren nationalsozialistischen Karikaturen des Judentums als einem die Erdkugel umschlingenden Kraken enthalte laut Adam Levick vom Jerusalem Center for Security and Foreign Affairs Latuffs Karikatur die Aussage, dass der jüdische Staat sich in den alten Nazi-Staat verwandelt habe.
Das Simon Wiesenthal Center setzte im Jahr 2012 Latuffs anlässlich der Operation Wolkensäule veröffentlichte Karikatur des israelischen Premierministers Benjamin Netanjahu, der die Leiche eines Palästinensers auswringt, um Wählerstimmen zu gewinnen, auf Platz 3 einer jährlich herausgegebenen Liste der „Top 10 der antisemitischen/anti-israelischen Beleidigungen“.